# جيف لويس
جيف لويس (Jeff Louis) (8 أغسطس 1992 في بورت أو برانس في هايتي – )؛ هو لاعب كرة قدم كان يلعب كلاعب وسط. يلعب مع منتخب هايتي لكرة القدم منذ عام 2011.

## وصلات خارجية
- جيف لويس على موقع الاتحاد الدولي (مؤرشف)  (الإنجليزية)
- جيف لويس على موقع رابطة كرة القدم الفرنسية للمحترفين (الإنجليزية)
- جيف لويس على موقع قاعدة بيانات كرة القدم.إي يو (الإنجليزية)
- جيف لويس على موقع ناشيونال فوتبول تيمز (الإنجليزية)
- جيف لويس على موقع Soccerway.com (الإنجليزية)
- جيف لويس على موقع عالم كرة القدم.نت (الإنجليزية)
- جيف لويس على موقع AS.com (الإسبانية)